# Слободаніда
Слободаніда (серб. Слободанида) — науково-фантастичний роман сербського письменника Бобана Кнежевича, події якого відбуваються в Сербії 2006 року, але в альтернативній реальності та історії. Автор — белградський письменник Бобан Кнежевич. Роман було опубліковано як 66-а книга в журналі «Знак Сагите» 2014 року.

## Сюжет
Основою книги є те, що єдина держава в Белграді, на Великому воєнному острові, відкриває розважальний центр, де поважні люди тимчасово вклали свою свідомість в аватари, штучні істоти з надлюдськими вміннями.
Роман описує Сербію у 2006 році, але в іншому вимірі, з іншою альтернативною історією стосовно нашої. Відомі особистості сербської політики, культури та естради в паралельному вимірі мають різні соціальні та життєві ролі.

## Відгуки критиків
Критик та історик югославської фантастики Миодраг Милованович, як рецензент, стверджує: «В епічній щільній тканині Останнього Серба Бобан Кнезевич шукав паралельні світи за тим корінням проблем, які ми як люди сподівалися. На відміну від цього, жалюгідна, спокуслива реальність нового роману, «Слободаніда», готова запропонувати вам очистити його від реальних шарів дійсності».
За словами доктора літературознавчих наук Младена Яковлевича: «З посиланням на традицію місцевого фольклору, політичні, історичні та інші різні обставини, знову ж таки неявні як явні, читання дійсно стає веселим розшифровуванням фрагментарної альтернативної реальності, в якій місця, персонажі та їх діяльність взагалі не повинна мати спільного з реальними».
Мультимедійний художник Лазар Бодрожа підрахував, що нова книга Кнезевича «є чудовий п'янкий роман, який доводить, що теорія змови у самому серці нашого національного буття».